# Dorymyrmex brunneus
Dorymyrmex brunneus é uma espécie de formiga do gênero Dorymyrmex.